# Versailles (banda)
Versailles (conhecido como Versailles - Philharmonic Quintet- nos Estados Unidos) é uma banda japonesa de power metal e metal neoclássico formada em 2007.

## Carreira

### Formação (2007–2008)
Em Março de 2007, Versailles foi formada por Kamijo (ex Lareine, New Sodmy), Hizaki (exSulfuric Acid) e Jasmine You (Jakura). Mais tarde, Teru (Aikaryu) e Yuki (Sugar Trip), que foram recomendadas pelo "Rock may Kan", um local em Tóquio, ingressou na banda.
Kamijo e Hizaki criaram o conceito de Versailles no outono de 2006 e passara, seis meses reunindo membros para manifestá-lo. O seu conceito é "A beleza absoluta da forma do som e os extremos da estética".
Em março de 2007, os detalhes da banda foram anunciados. Eles liberaram o material promocional através da internet, criaram um perfil no MySpace em inglês. A banda recebeu várias propostas para turnês e entrevistas, embora a mídia japonesa só percebeu quando uma equipe de TV viajou da Alemanha para filmar a banda..
Versailles fez sua primeira aparição em uma casa de show em 23 de junho, seguido pelo sua primeira performance em 24 de junho. Relativamente a estas datas eles também distribuídos seu primeiro DVD, The Revenant Choir.
A banda assinou um contrato com o selo alemão CLJ Records e lançou o seu primeiro EP, Lyrical Sympathy em 31 de outubro, tanto no Japão como na Europa. A sua canção,The Love From A Dead Orchestra  também aparece numa coletânea, lançado pela Sony BMG, na Alemanha em 9 de novembro, chamado Tokyo Rock City. Em 2008, Versailles fez sua estreia na América, fazendo um show em 30 de maio, no Project A-Kon, em Dallas, Texas, e em 3 de junho no Knitting Factory em Los Angeles, California. Foi relatado no blog pessoal do Jasmine You e no blog pessoal do Teru que o concerto no Project A-Kon que cabia mais de 3000 pessoas, e ao vivo no Knitting Factory estava completamente esgotado.
Juntamente com o Matenrou Opera excursionou pela Europa, a partir do final de março ao início de abril de 2008 e logo após tocou no hide memorial summit (evento em homenagem aos 10 anos da morte do guitarrista hide) em 3 de Maio, no Ajinomoto Stadium.
Em julho de 2008, Versailles lançou o seu primeiro álbum completo, Noble, também lançado nos Estados Unidos e na Europa. Em 10 de dezembro do mesmo ano, a banda lançou seu single "Prince & Princess", lançado em cinco versões limitadas, uma para cada integrante da banda..
No ano de 2009, a banda lançou 2 DVDs, "Chateau de Versailles" gravado em Dezembro no C.C Lemon Hall, e o "History Of Other Side" que contém vídeos da banda, entrevistas e trechos de shows no ano de 2008, os 2 DVDs foram lançados dia 20 de maio de 2009..

### Majoridade (2009–2010)
Kamijo anunciou, em 23 de Dezembro no C.C.Lemon Hall oneman, que Versailles se tornará major em Junho de 2009, ambos no Japão e internacionalmente na Warner Music Japan. Seu primeiro single major, "Ascendead Master", foi lançado em 24 de junho de 2009.. Além disso, a banda lançou um PV da mesma música de 15 Minutos que foi dividido em 3 partes (Type A, Type B e Type C). Também a banda editou uma moto da Honda em homenagem a mesma (uma estilo lambreta), e as marcas "Baby, The Stars Shine Bright" e "Alice and The Pirates" (responsáveis pelas roupas de desfile de Hizaki e Kamijo no Individual Fashion EXPO IV em 2008), criaram um linha de roupas da banda estilo "Prince & Princess", que já é bem procurada por fãs do mundo todo.

#### Falecimento do baixista Jasmine You
Em 3 de agosto, foi anunciado que o Jasmine You iria suspender temporariamente todas as atividades musicais, devido a circunstâncias desconhecidas a respeito de sua saúde e para se recuperar. Tinha sido anunciado que o novo álbum do Versailles estava em fase final de produção e as partes do baixo estavam sendo gravadas. Na madrugada de 9 de agosto de 2009, foi noticiado no site oficial que Jasmine faleceu.
Quando a banda retomou suas atividades o músico escolhido para preencher a lacuna deixada por Jasmine You foi o baixista Masashi que atuou como "membro suporte" até setembro de 2010. Após esse breve período a banda anunciou que Masashi se tornou membro oficial completando o quinteto, mas em memória do integrante falecido foi oficializado que a banda é um sexteto.

### Versailles World Tour (2010–2011)
A banda apresentou a Versailles World Tour 2010, a primeira turnê mundial da banda em promoção do álbum Jubilee, onde foi a primeira passagem do Versailles na América Latina. As apresentações divulgadas foram as seguintes:
| Data                | País          | Cidade           |
| ------------------- | ------------- | ---------------- |
| 4 de junho de 2010  | Brasil        | São Paulo        |
| 6 de junho de 2010  | Chile         | Santiago         |
| 9 de junho de 2010  | Argentina     | Buenos Aires     |
| 11 de junho de 2010 | Peru          | Lima             |
| 13 de junho de 2010 | México        | Cidade do México |
| 26 de junho de 2010 | Noruega       | Oslo             |
| 27 de junho de 2010 | Rússia        | Moscou           |
| 29 de junho de 2010 | Finlândia     | Helsinki         |
| 30 de junho de 2010 | Reino Unido   | Islington        |
| 2 de julho de 2010  | Espanha       | Barcelona        |
| 3 de julho de 2010  | França        | Montpellier      |
| 6 de julho de 2010  | Países Baixos | Amesterdã        |
| 7 de julho de 2010  | Alemanha      | Colônia          |
| 9 de julho de 2010  | Alemanha      | Hamburgo         |
| 11 de julho de 2010 | Hungria       | Budapeste        |
| 13 de julho de 2010 | França        | Paris            |

### Fim temporário (2012–2015)
No dia 20 de julho, a banda anunciou em seu web site que encerrariam todas as suas atividades, até o final de 2012, declarando o seguinte: "Estamos comemorando nosso quinto aniversário ,e não temos um posição clara sobre o futuro da banda,então decidimos que o melhor para a banda e todos os músicos envolvidos, é que, a banda encerre todas as suas atividades, no final de 2012". O grupo lançou o álbum auto intitulado Versailles como álbum de despedida em 26 de setembro.
Em janeiro de 2013, Kamijo anunciou que iria seguir carreira solo. No dia 1 de abril os outros ex membros do Versailles, anunciaram a formação de outra banda,chamada Jupiter ,que contou com a presença de um novo vocalista, Zin. A banda lançou um single intitulado "Blessing of the Future" em 24 de julho.

### Retorno (2016–presente)
Em 2016, foi anunciado o retorno oficial da banda Versailles, com um show no dia 07 de Agosto de 2016. O EP Lineage ~Bara no Matsuei~ foi lançado exclusivamente em um show no Nippon Budokkan em 14 de fevereiro de 2017.
Em 2020, o baterista Yuki revelou que possui distonia crônica em seu pé direito. Após anos de tratamento, em fevereiro de 2023 ele anunciou que inevitavelmente precisaria se aposentar de suas atividades como baterista. Seu show de despedida com a banda foi em 14 de dezembro no Zepp Haneda. A turnê Varoque, com sete datas de junho a julho, foi anunciada como última turnê de Versailles com Yuki. Em 21 de junho de 2023 foi lançado o single "Vogue", o primeiro lançamento inédito de Versailles em onze anos.

## Integrantes
- Kamijo – vocal (2007–2012, 2015–presente)
- Hizaki – guitarra (2007–2012, 2015–presente)
- Teru – guitarra (2007–2012, 2015–presente)
- Masashi – baixo (2010–2012, 2015–presente)

### Ex membros
- Jasmine You – baixo (2007–2009; falecido)
- Yuki – bateria (2007–2012, 2015–2023)

Cronologia:

## Discografia
| Álbuns - Noble (9 de julho, 2008) – Sherow - Jubilee (20 de janeiro, 2010) - Sherow - Holy Grail (15 de junho, 2011) - Warner Music Japan - Versailles (26 de Setembro, 2012) - Warner Music Japan | EPs - Lyrical Sympathy (31 de outubro, 2007) – Sherow - Lineage (14 de fevereiro, 2017) - Warner Music Japan |  |

| Singles - "The Revenant Choir" (23 de junho, 2007) – Sherow - "A Noble Was Born in the Chaos" (19 de março, 2008) - Sherow - " Prince & Princess" 5 Versões (10 de dezembro, 2008) - "Ascendead Master" (24 de maio, 2009) - Versailles - "Destiny -The Lovers-" (27 de outubro, 2010) - "Philia" (16 de março, 2011) - "Rhapsody of the Darkness" (25 de abril, 2012) - "Rose" (4 de julho, 2012) | Coletâneas - Cupia (14 de outubro de 2007) - UNDER CODE PRODUCTION - Tokyo Rock City (9 de novembro de 2007) – Sony BMG - Cross Gate 2008 -Chaotic Sorrow- (janeiro de 2008) – Sherow/Under Code - (PRINCE)Versailles and Chariots Coupling CD (13 de setembro de 2008) - UNDER CODE PRODUCTION/Sherow Artist Society - Anthologie (30 de janeiro, 2013) - The Greatest Hits 2007-2016 (14 de setembro, 2016) |  |